# Duisburg Dockers
Duisburg Dockers ist ein Sportverein aus Duisburg im Bundesland Nordrhein-Westfalen. Der Verein betreibt die amerikanischen Sportarten American Football, Flag Football, Cheerleading und Wrestling.

## Geschichte
Nach der Gründung im Jahre 1986 nahm das Footballteam der Duisburg Dockers erstmals im Jahre 1987 den regulären Spielbetrieb in der Oberliga West auf. Nach dem Aufstieg in die Regionalliga zur Saison 1991 gelang dann bereits 1992 der Aufstieg in die 2. Bundesliga.
Nachdem die Duisburg Dockers 1993 sämtliche Spiele verloren, formierte sich die Mannschaft 1995 in der Oberliga neu und verblieb dort bis 1997. Obwohl der Aufstieg in die Regionalliga erreicht wurde, zog sich die Mannschaft aus dem Spielbetrieb zurück und startete im Jahr 2001 in der Verbandsliga, in welcher die Duisburg Dockers Meister wurden und dadurch in die Oberliga aufstiegen. 2009 fusionierten die Duisburg Dockers mit den Niederrhein Thunderbirds. Im Jahr 2012 haben die Duisburg Dockers Wrestling als weitere amerikanische Sportart in ihr Programm aufgenommen. 2013 präsentierte der Verein seine neuen Vereinslogos. Auch im Bereich Sponsoring wurden Erfolge erzielt, so konnte aufgrund der großzügigen Spenden mittelständischer unternehmen ein Baseballplatz in Duisburg-Neumühl finanziert werden. Die Kapazitäten im Schwelgern-Stadion reichten nicht mehr aus, da die Footballer auch den Platz für ihr Training nutzten. Die Baseballer werden daher ab 2014 in Neumühl ihren Ligabetrieb aufnehmen. Dank des guten Finanzpolsters wird die Footballabteilung kontinuierlich ausgebaut und weiterentwickelt. Der Vorstand und die Footballabteilung haben sich auch dazu entschlossen bis Ende 2013 wieder ein Football-Damenteam zu installieren.
Die Duisburg Dockers waren 2005 Mitorganisatoren des Footballteils der World Games. Das Endspiel der deutschen Nationalmannschaft gegen die schwedische Nationalmannschaft war mit etwa 16.000 Zuschauern die mit Abstand meistbesuchte Veranstaltung der World Games.